# Euphorbia perangusta
Euphorbia perangusta är en törelväxtart som beskrevs av Robert Allen Dyer. Euphorbia perangusta ingår i släktet törlar, och familjen törelväxter. Inga underarter finns listade i Catalogue of Life.

## Bildgalleri

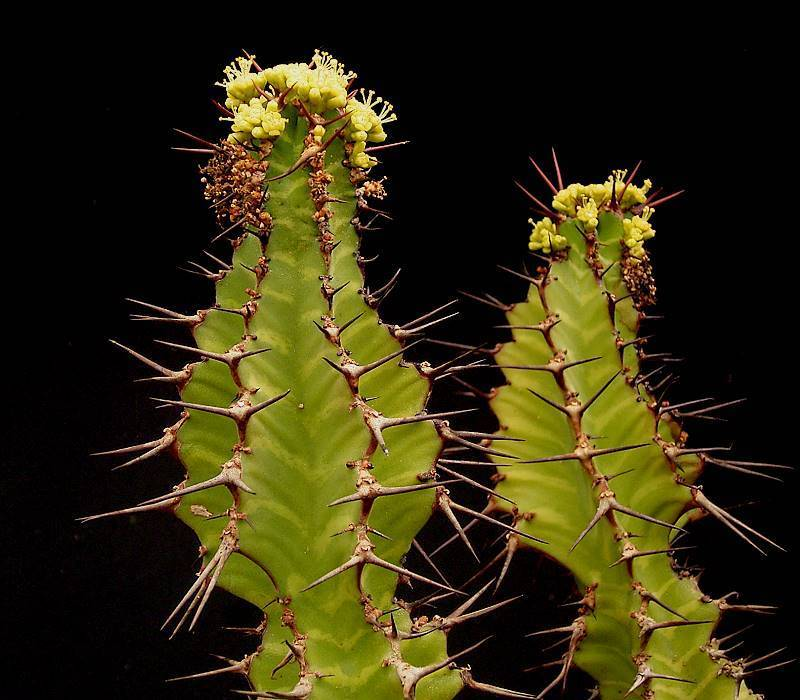
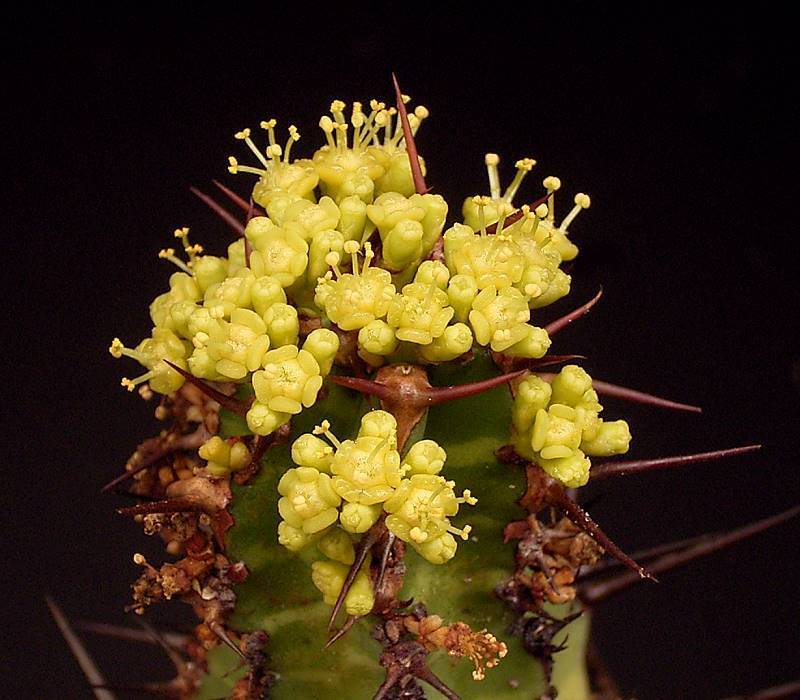